# Mercenary (album)
Mercenary è il sesto album in studio del gruppo musicale death metal britannico Bolt Thrower, pubblicato nel 1998 dalla Metal Blade Records.

## Tracce
1. Zeroed – 5:46
2. Laid to Waste – 4:40
3. Return from Chaos – 5:04
4. Mercenary – 5:54
5. To the Last... – 5:24
6. Powder Burns – 4:46
7. Behind Enemy Lines – 5:18
8. No Guts, No Glory – 4:07
9. Sixth Chapter – 5:40
10. Infiltrator (bonus track) – 4:47

## Formazione
- Karl Willetts - voce
- Gavin Ward - chitarre
- Barry Thompson - chitarre
- Alex Thomas - batteria
- Jo Bench - basso